# Американа (словарь)

Рекламный постер словаря, 1997

«Американа» — англо-русский лингвострановедческий словарь, содержащий энциклопедические сведения о Соединённых Штатах Америки.
Издание содержит более 20 тысяч словарных статей по истории, государственному, экономическому и социальному устройству, литературе, искусству и повседневной жизни США и известных американцах.
Словарь издан смоленским издательством «Полиграмма» в 1996 году. Словарь рекомендован к изданию Учёным советом Института США и Канады РАН. В 1997 году «Американа» была названа Ассоциацией российских книгоиздателей «Лучшей книгой года» в номинации "За подготовку и выпуск оригинального справочно-энциклопедического издания", а издательство получило специальную премию ЮНЕСКО.
Подготовка издания шла на протяжении 5 лет. Авторы — В. Н. Беляков, М. В. Васянин, О. Н. Гришина, Э. А. Иванян и другие, руководитель — доктор филологических наук Г. В. Чернов (1929—2000).
В 1999 году в Интернете появился официальный сайт словаря, в 2004 в составе словарей ABBYY Lingvo выпущен электронный словарь «Американа-II».
Содержание типичной словарной статьи:
- заглавное слово
- русский перевод
- фонетическая транскрипция с учётом особенностей американского произношения (для имен собственных, слов с необычным произношением и т. п.)
- объяснительная часть статьи с информацией энциклопедического характера (на русском языке, при необходимости — с перекрестными отсылками к другими статьям)

## Авторы
- история, политическое устройство США: М. В. Васянин, Э. А. Иванян, О. В. Крючкова, Г. В. Чернов, С. Г. Чернов;
- экономика и социальные вопросы: М. В. Васянин, Э. А. Иванян, Г. В. Чернов;
- судоустройство, судопроизводство и право: М. В. Васянин, Э. А. Иванян, Г. В. Чернов;
- география: В. Н. Беляков, М. В. Васянин;
- этнография: А. Н. Натаров;
- литература, искусство, кино, театр, музыка, средства массовой информации, исторические изречения: М. В. Васянин, И. В. Зубанова, Э. А. Иванян, Е. Б. Санникова, О. А. Тарханова;
- флора и фауна: О. Н. Гришина, Г. В. Чернов;
- повседневная жизнь и быт: М. В. Васянин, О. А. Тарханова, Г. В. Чернов;
- образование и спорт: М. В. Васянин, Г. В. Чернов.
- Переводы рекламных девизов и исторических изречений осуществлены И. В. Зубановой, О. А. Тархановой, Г. В. Черновым;

Фонетическая транскрипция разработана Т. Ю. Замаевой.
Приложения подготовлены М. В. Васяниным, И. В. Зубановой, Э. А. Иваняном, О. А. Тархановой, Г. В. Черновым.

## Отзывы в прессе, рецензии
Определения реалий современной американской культуры отличаются краткостью, четкостью, полнотой и непредвзятостью. Авторы «Американы» заслуживают самых высоких похвал, тем более что интерпретации многих из этих явлений впервые формулируются на русском языке. Пишущие об Америке на русском языке отныне могут использовать «Американу» в качестве орфографического эталона и наконец уменьшить разнобой в русской передаче американских имен и названий. — «Итоги»
В этой двухкилограммовой книжице имеется все или почти все… Самый полезный справочник года — «Книжное обозрение»
Этой книги очень не хватало… В словаре найдут исчерпывающую справку историк и экономист, журналист и внешнеторговый деятель, в него с пользой для себя вникнут политик и социолог — «Общая газета»
На нашем книжном рынке появился один из лучших отечественных справочников конца эпохи бумажных справочников… Подобной энциклопедии не существовало не только в России, но и в Америке... — «Коммерсантъ-Daily»